# Microchaetes australis
Microchaetes australis là một loài bọ cánh cứng trong họ Byrrhidae. Loài này được Boisduval miêu tả khoa học năm 1835.